# Ozarba boursini
Ozarba boursini là một loài bướm đêm trong họ Noctuidae.